# Paraaoria himalayana
Paraaoria himalayana är en svampart som beskrevs av R.K. Verma & Kamal 1987. Paraaoria himalayana ingår i släktet Paraaoria, divisionen sporsäcksvampar och riket svampar.   Inga underarter finns listade i Catalogue of Life.